# Parlement fédéral (Belgique)
Pour les autres articles nationaux ou selon les autres juridictions, voir Parlement fédéral.
Congrès national
Palais de la Nation
Le Parlement fédéral (en néerlandais : Federaal Parlement ; en allemand : Föderales Parlament) est l'organe législatif de l'État fédéral en Belgique. Il est constitué de deux chambres avec la Chambre des représentants qui forme la chambre basse et le Sénat, la chambre haute.
La Chambre des représentants et le Sénat ne siègent en une seule assemblée, appelée « Chambres réunies » par la Constitution, mais aussi parfois « Congrès » par référence au Congrès national de Belgique, que dans quatre cas : prestation de serment du roi (article 91 de la Constitution), désignation d'un régent et d'un tuteur (articles 92 et 93 de la Constitution), prestation de serment du régent (article 94 de la Constitution), déclaration de la fin de l'impossibilité du roi de régner (loi du 19 juillet 1945 tendant à pourvoir à l'exécution de l'article 82 de la Constitution).
Fondé en 1831, le Parlement fédéral siège au Palais de la Nation à Bruxelles, bâtiment construit entre 1778 et 1783, à l'époque des Pays-Bas autrichiens, pour abriter initialement le Conseil souverain de Brabant.

## Mise en place du parlement belge (1831)

### Déclaration de l'indépendance belge (1830)
Sur base de motifs essentiellement politiques et linguistiques, une série de mouvements d’opposition vont se renforcer de plus en plus face au pouvoir exercé par Guillaume Ier et cela va conduire à la révolution belge en 1830.
C'est une révolution belge qui va avoir lieu sous l’influence de deux mouvements de plus en plus institutionnalisés d’opposition : un mouvement dit catholique qui s’oppose aux politiques religieuses de Guillaume d'Orange-Nassau et un mouvement dit libéral. Ce dernier est un mouvement très progressiste qui revendique plus de liberté pour les citoyens et moins d’asservissement par rapport à l’ancien régime. Les libéraux revendiquent les libertés religieuses, les libertés économiques, les libertés de la presse et les libertés d’associations qui sont justement mises à mal sous le règne de Guillaume Ier. Guillaume d’Orange-Nassau était très ouvert en matière économique mais très autoritaire en matière politique et de centralisation du pouvoir. Les libéraux et les catholiques vont alors s’allier pour contester le pouvoir et les politiques menées par Guillaume Ier. Contestation qui va elle-même éclater en un mouvement révolutionnaire en septembre 1830 à l’occasion d’une représentation théâtrale au théâtre de la monnaie, ce qui entraîna un soulèvement populaire contre le régime de Guillaume d’Orange.

### Mise en place du congrès national
À la suite des mouvements révolutionnaires, la proclamation d'un gouvernement provisoire de la Belgique a lieu le 24 septembre 1830. Ce gouvernement provisoire va lui-même proclamer l’indépendance nationale en adoptant un décret qui établit l’indépendance nationale en 1830 et qui interdit aux descendants de la famille d’Orange Nassau de monter sur le trône de Belgique. Ce gouvernement provisoire va également provoquer les élections pour la mise en place d’un Congrès national en novembre 1830, le fameux pouvoir constituant originaire, afin que celui-ci adopte une Constitution.
Le régime électoral du Congrès national est fixé par le Gouvernement provisoire. Le congrès national se composait donc de 200 personnes élues au suffrage direct censitaire et capacitaire. Après l'adoption de la Constitution le 7 février en 1831, le congrès national est dissous et est remplacé par le parlement en août 1831 tel qu'il a été prévu par les textes constitutionnels. La constitution prévoit la composition du parlement en deux assemblées : la Chambre des représentants et le Sénat. Le Constituant de 1831 choisit l’élection directe issue d’un corps électoral identique pour les deux assemblées.

## Période de l'unionisme (1830-1847)
L'unionisme est un mouvement politique belge qui prône l'union des catholiques et des libéraux contre la politique du roi Guillaume Ier des Pays-Bas. Ce mouvement consiste à gouverner en dehors et au-dessus des partis c'est-à-dire qu'il n'y a pas vraiment de parti politique. Cette période est caractérisée par une entente nationale entre les dirigeants et par une union des membres de tendances catholique et libérale. Durant l'unionisme, c'est le parti libéral et le parti catholique qui composent le parlement et c'est une période durant laquelle il n'y a pas beaucoup d’opposition politique au parlement. En effet, les élus font tous partie du parlement bien qu'ils aient des courants et des idées qui divergent. Ces deux courants s'entendent et adoptent donc beaucoup de décisions à l’unanimité. Néanmoins, cela ne signifie pas qu’il n’y avait pas d’opposition. Il en existait bel et bien une mais elle n'était pas structurée étant donné qu'il n'y avait pas de parti politique en 1830. Les deux courants vont tout faire pour maintenir un certain équilibre mais cela ne va pas durer. Il existait également une opposition politique intérieur au régime belge qui portait le nom d'Orangistes, les partisans de la famille d'Orange-Nassau. Cette opposition avait très peu de succès électoral et n'avait pas de représentation politique au parlement.

### Composition de la chambre des représentants et du sénat
Le régime électoral durant l'unionisme est organisé de manière que le parlement soit composé d’autant de catholiques que de libéraux et ce aussi bien pour la chambre des représentants que pour le sénat. Les libéraux et les catholiques sont donc amenés à travailler ensemble et à être unis.

### L'électorat
Les élus du congrès national vont discuter en particulier du régime électoral à adopter pour le parlement. À l'instar de l'élection du congrès national, Ils optent pour le suffrage direct censitaire. Il s'agit d'un régime qui repose sur le cens qui est la somme d'argent qu'il fallait payer à l’État. Le droit de vote n'était alors accordé qu'aux citoyens qui payaient un certain montant d'impôts. Une certaine volonté de payer le plus d'impôt possible était présente chez les citoyens durant cette période. Les femmes n'avaient pas le droit de voter.
La chambre des représentants et le sénat étaient donc composés de députés élus au suffrage censitaire comme l'affirmaient les anciens article 47 et 53 de la Constitution :
Article 47 (ancien) de la Constitution
« La Chambre des représentants se compose des députés élus directement par les citoyens payant le cens déterminé par la loi électorale, lequel ne peut excéder 100 florins d’impôt direct, ni être au-dessous de 20 florins ».
Article 53 (ancien) de la Constitution
« Les membres du Sénat sont élus, à raison de la population de chaque province, par les citoyens qui élisent les membres de la Chambre des représentants ».
Le droit de vote conduit à une élection directe c'est-à-dire que les lecteurs élisent directement les personnes qui vont se retrouver à la fonction. La seule condition était de payer un cens suffisant. Le droit de vote n'était accordé qu'à ceux qui payaient un certain cens pour deux raisons. La première est liée à l’idée que plus une personne est fortunée, plus elle est compétente. La fortune est liée à une certaine compétence pour diriger une nation. L’impôt représentait une fortune, une position sociale, on pensait que les personnes fortunées s'intéressaient au bon fonctionnement de l'État Belge et qu'il fallait de ce fait leur donner le droit de vote. La seconde raison est que le vote n’était pas un droit, il était considéré comme une responsabilité, une fonction d’électeur, un devoir moral de participer au fonctionnement d’un pays. L’idée de devoir de responsabilité politique était très forte.
Selon l'ancien article 52 de la loi du 3 mars 1831, le cens différait dans chaque ville. Pour les campagnes et les villes non citées le cens était de 30 florins et de 80 florins pour Bruxelles. La différence de cens dans les campagnes et les grandes villes était le résultat d'un compromis entre les libéraux et les catholiques. Le montant était calculé afin qu’il y ait autant de citoyens catholiques que de citoyens libéraux qui puissent voter et ainsi maintenir la parité au sein du parlement.

### L'éligibilité
Selon l'ancien article 50 de la constitution, il faut être Belge pour pouvoir être élu. Pour être Belge en 1830, être domicilié en Belgique. Pour la chambre des représentants, il fallait être un homme âgé de minimum 25 et domicilié en Belgique. Pour le sénat, l'âge minimum requis est de 40 ans et l'obligation d'être domicilié en Belgique est la même. Il existe néanmoins un paradoxe : on peut être élu sans être électeur. En effet, il n'existait aucune condition de cens pour être élu. Le scrutin était majoritaire et non proportionnel c'est-à-dire que plusieurs candidats pouvaient se présenter dans une circonscription électorale mais seul celui qui récoltait le plus de voix remportait les élections.

## Fin de la période de l'unionisme
Après 1840, l'Unionisme décline de plus en plus à cause du renforcement des facteurs de tensions, à savoir principalement la radicalisation de la lutte entre catholiques et libéraux. Cette lutte va avoir pour conséquence la mise en place du parti libéral lors du Congrès libéral de 1846. La création du parti libéral a pour effet la transformation du paysage politique en parti politique, ce qui n’était pas le cas durant l’unionisme où il n’y avait pas vraiment de parti mais plutôt des clans qui restaient assez vagues et indéterminés.
Ce parti va avoir pour ambition de dépasser tous les problèmes de l’unionisme et de mettre fin à la tentative d’extension de l’influence de l’église dans la société. C’est avec ce programme que le parti libéral gagna les élections de 1847 et prit le pouvoir. Ils eurent une courte majorité au sein de la chambre des représentants et du sénat. Néanmoins, cela reste une majorité suffisante pour pouvoir exclure les catholiques du gouvernement, former un gouvernement exclusivement libéral et faire voter des lois avec une majorité exclusivement libérale. Les catholiques ne possédaient pas cette unicité, pas de programme commun similaire aux libéraux et cela les a rendu plus faible électoralement.
Les libéraux, étant aux pouvoir, vont décider d'augmenter le nombre de députés possible par habitant en adoptant une réforme. Pendant l'unionisme, la Constitution limitait le nombre de députés à un seul pour 40 000 habitants car les catholiques et les libéraux avaient calculés ce nombre afin que cela permette une certaine égalité d'électeurs pour les deux courants. Cette augmentation de députés fusionnée à l'abaissement du cens va aboutir à ce que les grosses circonscriptions comme Bruxelles finissent avec beaucoup de députés. Étant donné que les libéraux avaient surtout abaissé le cens à Bruxelles, la chambre des représentants s'est retrouvée avec un plus grand nombre de députés libéraux. Cela explique pourquoi les libéraux, qui en Belgique étaient minoritaires contrairement aux catholiques qui représentent largement la majorité de la population de la Belgique, vont maintenir le pouvoir pendant autant de temps. La domination catholique n’arrivait pas à reprendre le dessus parce que les lois sont modifiées de manière telles à ce que ce soit favorable aux libéraux. C’est une des raisons pour laquelle le suffrage universel a été bien vu auprès des catholiques car ces derniers voulaient que la population catholique puisse voter. Les libéraux, quant à eux, gardent le pouvoir jusqu'en 1884.
Parmi toutes les mesures que les libéraux ont adoptées grâce à leur majorité parlementaire, se trouve une série de textes s’attaquant directement aux institutions catholiques. Dans l’ensemble du pays, il y avait un ressenti de plus en plus fort contre ces gouvernements libéraux qui prenaient des mesures anti-cléricales et cela va aboutir à la création d’un parti catholique en 1884. Ce parti catholique gagna les élections et prit la majorité en 1884 au parlement et la conserva jusqu’à la Première Guerre mondiale.
C’était la seule période durant laquelle le pays est dirigé par un seul parti, 1846-1882, le parti libéral et 1884-1916, le parti catholique. Un seul parti était au pouvoir alors qu’aujourd’hui nous sommes à 4 partis. La Belgique était presque exclusivement gouvernée par des gouvernements libéraux homogènes, c’est-à-dire composés exclusivement de membres du parti libéral. Les deux principaux chefs de gouvernements sont successivement Charles Rogier et Walthère Frère-Orban.

## Vers le suffrage universel

### Le suffrage universel masculin tempéré par le vote plural
C’est l’article 47 de la Constitution qui est modifié et adopté à la suite d'un compromis entre les libéraux et les catholiques. Ils ont décidé de ne pas donner le même suffrage universel à tous les citoyens mais de pouvoir accorder un vote plural à certains. Les députés sont toujours élus directement et un vote est attribué à chaque citoyen âgé de 25 ans accomplis. Toutefois, un vote supplémentaire est accordé dans chacune des situations suivantes :
Obtiennent une voix supplémentaire de type « censitaire » :
- le père de famille, âgé de 35 ans et occupant une habitation qui représente 5 francs d’impôt personnel au moins.
- le propriétaire d’un immeuble valant 2 000 francs ou d’une rente de 1 000 francs.

Obtiennent deux voix supplémentaires de type « capacitaire » :
- le porteur d’un diplôme supérieur ou de fin d’humanités.
- celui qui remplit ou a rempli une fonction publique.

Un citoyen ne peut toutefois cumuler que trois voix (soit les voix capacitaires, soit le cumul de deux conditions censitaires, qui donnent droit à trois voix également). Le vote devient également obligatoire.

### Le suffrage universel masculin
Le passage au suffrage universel masculin se fait en deux temps. Il se fait par la loi provisoire de 1919 et par la révision constitutionnelle du 7 février 1921. C’est la première grande inconstitutionnalité en Belgique mais qui a tout de même été validée par l’ensemble des partis présent au parlement. Il y avait un problème pratique qui empêchait de respecter la constitution car il n'était plus possible de connaître la situation de chacun avec les critères fixés par la Constitution après la Première Guerre mondiale.
Il va y avoir deux changements majeurs : tous les citoyens n'ont plus qu'une seule voix et abaissement de l’âge de vote qui baisse à 21 ans afin de ne pas exclure tous ces jeunes qui ont participé à la guerre. La deuxième modification est la possibilité pour certaines femmes de voter. Néanmoins, seules des femmes dans des situations particulières avaient ce droit. C'était précisément les femmes patriotes ayant participé à la guerre. La seule condition était que ces femmes devaient être non mariées. C'est à partir de ce moment-là que la question du droit de vote pour les femmes a commencé à faire débat.
À la suite de la réforme constitutionnelle du 7 février 1921, un deuxième alinéa est ajouté à l'article 47 de la constitution. Il disposait que des lois accordant le droit de vote aux femmes ne pouvaient être adoptées qu'à la majorité spéciale. C’est du compromis politique. Ce sont des compromis d’une part entre les catholiques, les libéraux et les socialistes car ces deux derniers craignent l’influence des prêtres et des patrons sur le vote des femmes.

### Le suffrage universel
Le droit de vote est enfin attribué aux femmes, conformément à l’article 47, al. 3 de la Constitution, tel qu’il a été modifié par une loi du 27 mars 1948 votée pratiquement à l’unanimité. Hommes et femmes votent désormais de la même manière sans déplacement considérable de voix, ni à droite ni à gauche. Il n’y a eu aucun changement électoral et aucun changement politique lié a l’octroi de ce droit de vote. De ce fait, il n’a plus jamais été discuté et sur le plan électoral, la Belgique est intégralement passée au suffrage universel.

## Les différents clivages Belges

### Le clivage Église-État
L'une des caractéristiques du parti libéral est son modèle anti-clérical qui vise à séparer l’Église et l’État. Cela engendre un fort clivage entre les libéraux et les catholiques autour de certaines questions comme l’enseignement et les cimetières catholiques. En matière politique, ça engendre un certain clivage entre les catholiques et les libéraux et cela va se traduire sur les sièges du parlement par la naissance de la gauche et la droite. La droite, ce sont les catholiques considérés comme conservateurs et la gauche, ce sont les libéraux considérés comme progressistes. Aujourd’hui, les libéraux sont considérés comme plus à droite du paysage politique de la Belgique. Deux tendances gauche et droite qui se radicalisent, qui se renforce réciproquement dans leurs idées et qui se distancient l’une de l’autre.

### Le clivage socio-économique
Sur le plan socio-économique, les catholiques sont presque unanimes avec les libéraux. Il n'y avait de clivage en matières socio-économiques. L’idéologie libérale en matière économique c’est une idéologie partagée avec les catholiques durant la période libérale.

### Le clivage linguistique
Depuis la déclaration de l’indépendance, la question linguistique a toujours occupé une place prépondérante dans la vie politique belge. En effet, en 1830, l’usage de la langue française a dominé sur la langue néerlandaise et cela pour deux raisons principales : d’une part, parce que la langue flamande s’était éparpillée en de nombreux dialectes locaux et c’est seulement en 1867 que le gouvernement Belge a imposé l’orthographe hollandaise pour neutraliser le flamand, et d’une autre part, la révolution de 1830 était dirigée contre la politique du roi Guillaume d’Orange qui encourageait l’emploi du néerlandais dans les provinces belges et ce qui fut réalisé par les Wallons. Comme on le disait, « pour devenir Belge, il fallait cesser d’être Flamand ». Puisqu'à l’époque, la bourgeoisie censitaire qui menait les politiques en matière de sécurité, de justice et d’enseignement était d’expression française, ces derniers espéraient pouvoir franciser la Belgique. Mais les réactions du côté Flamand n’ont pas tardé et c’est en 1856 qu’une commission chargée d’enquêter sur la question flamande vit le jour et le rapport réalisé par ce dernier eut beaucoup de succès à l’époque. Vers la fin du XIXe siècle, on a observé une montée de la langue flamande due à la jeunesse universitaire qui adhérait le mouvement flamand. En soi, l’origine du mouvement se trouvait encrée dans une citation de Willems dès 1836 « De Taal is Gans het Volk » qui voulait dire « la langue, c’est le peuple ».
Pour atteindre cet objectif, il fallait mettre en valeur la langue et la culture flamande pour créer un rapport intime avec le peuple flamand. L’élite flamande a donc mené un mouvement très considérable à partir de 1840 en publiant des œuvres, des journaux, des revues en la langue néerlandaise. Mais le domaine culturel n’était pas leur seule préoccupation car ces derniers demandaient également à occuper plus de places dans les domaines des politiques publiques et ils furent donc admis dans la justice en 1873, dans l’administration en 1878 et dans l’enseignement en 1883. C’est également en 1898 que les premières lois bilingues sont publiées. C’est la première fois dans l’histoire de la Belgique que la langue néerlandaise est mise sur un pied d’égalité avec la langue française. Mais il fallait aller encore plus loin, reporter cette élite flamande à des niveaux plus élevés et pour atteindre ce but, il fallait créer un enseignement supérieur en flamand. Il n’y avait pas d’université de langue néerlandaise à l’époque et ce fut l’une des plus grandes préoccupations des flamingants de flamandiser l’université de Gand. Cet objectif a été atteint en 1918, lors de son discours du Trône, le Roi Albert garantit l’égalité de droit et de fait des deux langues nationales mais surtout, il promet la création d’une université flamande à Gand. Cette nouveauté a provoqué des plaintes du côté francophone et c’est seulement en 1923 qu’on est parvenu à un compromis : on a institué à l’université de Gand deux régimes, l’un flamand, et l’autre français, chacun comportant un tiers des cours dans l’autre langue.
En ce qui concerne l’emploi des langues en matière administrative, un autre compromis a été adopté en 1921, celle de diviser la Belgique en deux grandes régions où les administrations devaient se servir de la langue flamande, respectivement française. Pour les Flamands, ces deux évolutions ne sont que des étapes de ce processus de flamandisation, car, en 1930, le Parlement va voter une flamandisation intégrale de l’université de Gand, et plus tard, en 1932, une loi fut adoptée pour que les administrations régionales ne puissent plus se servir que de la langue de la région. Les Flamands exerçaient donc autant d’influence que les francophones sur la vie publique de la Belgique. Ce sont d’ailleurs les premières traces du fédéralisme belge même si on ne parle pas encore de fédéralisme à cette époque. Mais durant les années 1940, l’idée du fédéralisme apparaît, d’un côté, comme une protection contre les abus du mouvement flamand qui constituait une supériorité numérique pour certains Wallons, et de l’autre côté, comme une façon de promouvoir leur autonomie culturelle pour les Flamands. Et c’est seulement en 1970 que la Belgique fit ses premiers pas officiels vers le fédéralisme.

## Vers le fédéralisme

### Rôle du parlement fédéral Belge
Le Parlement comprend actuellement la Chambre des représentants et le Sénat. Lors de la 6e réforme de l’État, le rôle du Sénat a fortement diminué alors que celui de la Chambre des représentants est resté quasiment intact. La Chambre exerce actuellement trois fonctions principales, et le Sénat intervient uniquement pour l’une d’entre elles : la Chambre intervient lors de l’élaboration de la norme législative soit sur base des projets dont l’initiative provient du gouvernement ou soit par le biais des propositions élaborées par les députés. Le Sénat intervient uniquement lors d’une procédure bicamérale intégrale où il agit sur pied d’égalité avec la Chambre, c’est-à-dire, pour les révisions constitutionnelles, les lois de réformes institutionnelles et les lois relatives au financement des partis politiques et au contrôle des dépenses électorales. Dans les autres matières que celles qui viennent d’être citées, soit la Chambre légifère seule avec le Roi et c’est ce qu’on appelle une procédure monocamérale, soit le Sénat dispose d’un unique droit d’évocation et c’est ce qu’on appelle une procédure bicamérale optionnelle. Il faut préciser que le Parlement fédéral exerce toutes les compétences qui n’ont pas été attribuées aux parlements des communautés et des régions . C’est ce qu’on appelle les compétences résiduelles. Il reste alors deux fonctions parlementaires qui sont exercées exclusivement par la Chambre des représentants : d’une part, elle adopte le budget que lui soumet le gouvernement chaque année, et d’une autre part, elle contrôle le gouvernement fédéral. Elle peut adopter des motions de confiance ou des motions de méfiance à l’encontre d’un ministre ou du gouvernement en général. Pour que le gouvernement puisse fonctionner normalement, il doit s’assurer qu’il dispose de la confiance de la Chambre.

### L'impact du fédéralisme sur laChambre des représentants

#### Composition
La Chambre des représentants se compose de 150députés élus directement par la population pour une durée de cinq ans. Jusqu’en 2014, une législature durait quatre ans mais cela a changé durant la 6e réforme de l’État pour qu’il y ait une coïncidence avec les élections du Parlement européen. Il y a en Belgique, avec les dix provinces plus la région de Bruxelles, en tout onze circonscriptions électorales qui élisent un nombre de députés proportionnels à leur population.
La Chambre est répartie en deux groupes linguistiques, français et néerlandais, pour les matières qui requièrent une majorité spéciale. Il s’agit essentiellement des lois qui règlent les rapports entre l’Autorité fédérale, les Communautés et les Régions.

#### L'éligibilité
Les conditions d’éligibilité pour la Chambre des représentants sont constitutionnellement fixées par l’article 64 :
1. Il faut être Belge ;
2. Jouir des droits civils et politiques ;
3. Être âgé de 18 ans accomplis ;
4. Être domicilié en Belgique.

#### L'électorat
Les conditions d’électorat sont constitutionnellement fixées par les articles 61 et 63 :
1. Il faut être âgé de 18 ans accomplis et ne pas se trouver dans un cas d’exclusion prévus par la loi ;
2. Il faut avoir la nationalité belge ;
3. Selon l’article 180 du Code électoral, il faut être inscrit aux registres de la population d’une commune belge ou être inscrit aux registres de la population tenus dans les postes diplomatiques ou consulaires de carrières.

### L'impact du fédéralisme sur le Sénat

#### Composition
Le Sénat est actuellement composé de 60 sénateurs. Selon l’article 67 de la Constitution, il y en a cinquante qui seront désignés par les entités fédérées et les dix autres seront cooptés. La désignation se fait de manière suivante :
1. 29 sénateurs désignés par le Parlement flamand en son sein ou au sein du groupe linguistique néerlandais du parlement de la région de Bruxelles-Capitale ;
2. 10 sénateurs désignés par le Parlement de la Communauté française en son sein ;
3. 8 sénateurs désignés par le Parlement de la Région wallonne en son sein ;
4. 2 sénateurs désignés par le groupe linguistique français du Parlement de la Région de Bruxelles-Capitale en son sein ;
5. 1 sénateur désigné par le Parlement de la Communauté germanophone en son sein ;
6. 6 sénateurs désignés par les sénateurs en 1) ;
7. 4 sénateurs désignés par les sénateurs en 2) 3) 4).

### Les conséquences de la6eréforme de l'État
Depuis cette réforme, on a vu le nombre de sénateurs passer de 71 membres à 60 membres et ces derniers ne seront plus élus directement par les citoyens. Il n’existe plus de sénateurs de droit également. L’une des préoccupations des partenaires de la 6e réforme de l’État était d’adapter le Sénat à la nouvelle structure de l’État et de la transformer en une chambre des entités fédérées. Mais après les élections de 2014, on a pu constater que les objectifs poursuivis par la 6e réforme de l’État n’ont pas été atteints car le Sénat actuel ne correspond toujours pas aux caractéristiques d’une seconde chambre représentative des entités fédérées. Il y a plusieurs raisons qui expliquent cet échec mais la principale est que nous restons toujours dans une logique bicommunautaire car il y a toujours une répartition du Sénat en deux groupes linguistiques, français et néerlandais, ce qui remet d’actualité le clivage linguistique.
Comme nous l’avons évoqué précédemment, lors de la 6e réforme de l’État, le Sénat a également vu ses compétences se réduire. Actuellement[Quand ?], il n’est plus que compétent pour ce qui touche à la structure fédérale de l’État et à la monarchie, il intervient pour ces deux matières sur pied d’égalité avec la Chambre des représentants et pour tout le reste, soit il dispose uniquement d’un droit d’évocation, ou soit, son intervention est totalement exclue.